# Rusel·les
Rusel·les (en grec antic Ῥουσέλλαι) va ser una antiga ciutat d'Etrúria situada a uns 10 km de la costa i un 5 km de la riba del riu Umbro (Ombrone).
Hi ha molt poca informació de la història primerenca d'aquesta ciutat però no hi ha dubte que era una ciutat molt antiga, poderosa i important. Podria haver estat una de les dotze ciutats que van formar la Lliga Etrusca, però no n'hi ha cap prova documental.
Es menciona per primer cop en temps de Tarquini Prisc, quan es va aliar amb Clúsium, Arretium, Volaterrae i Vetulonia, i va fer la guerra contra el rei de Roma, en una coalició a part de la resta de la confederació, segons Dionís d'Halicarnàs, cosa que fa pensar que era una ciutat independent i sobirana.
Desapareix després de les cròniques fins a l'any 301 aC, quan el dictador Marc Valeri Corvus va portar el seu exèrcit pel que sembla per primera vegada a la zona i va derrotar la ciutat de Rusel·les i les forces etrusques combinades que se li oposaven. El 294 aC, el cònsol Luci Postumi Megel va devastar el seu territori i va conquerir la ciutat per assalt. Va fer presoners a dos mil habitants.
Ja no torna a aparèixer fins a la Segona Guerra Púnica, quan és esmentada com una de les ciutats que va donar subministraments, fusta i gra, als romans i a la flota de Publi Corneli Escipió Africà Major l'any 205 aC.
Durant la República no es menciona, fins a l'Imperi, quan August la va elegir com a lloc per enviar una colònia, però tot i així va caure en decadència i encara que Claudi Ptolemeu el menciona, no consta a altres referències posteriors. Però se sap que va subsistir com a llogaret i es va recuperar en l'alta edat mitjana. Era la seu d'un bisbe, càrrec que va existir fins al segle xii (1138), en què es va traslladar a Grosseto.
Segons William Smith, al seu temps, el lloc que ocupava la ciutat estava desolat i cobert de matolls, però es podien seguir les restes de les muralles construïdes al tomb del turó amb pedres grosses que perdia en molts llocs la seva regularitat. Es podia apreciar la localització de les sis portes de la ciutat. Algunes excavacions han posat al descobert un petit amfiteatre, el fòrum i alguns edificis, el més notable, el conegut per casa de l'Impluvium. La necròpoli, característica de les ciutats etrusques, no s'ha trobat.
Les ruïnes es troben a uns 10 km de Grosseto. A uns 3 km, hi ha un balneari (conegut actualment com a Bagni di Roselle) prop del castell medieval de Moscona. També, a la vora, hi ha la moderna ciutat de Roselle.